# Dirphya gigantea
Dirphya gigantea là một loài bọ cánh cứng trong họ Cerambycidae.